# Leokratisz Keszidisz
Leokratisz Keszidisz (eredeti görög nevén: Λεωκράτης Κεσίδης) (Stockholm, 1989. október 6. –) görög kötöttfogású birkózó. A 2018-as birkózó-világbajnokságon a vigaszágig jutott 97 kg-os súlycsoportban. A 2015-ös Mediterrán Játékokon aranyérmet nyert 98 kg-ban. A 2012-es Mediterrán Játékokon bronzérmet szerzett 84 kg-ban.

## Sportpályafutása
A 2018-as birkózó-világbajnokságon a vigaszágig jutott, ahol a magyar Kiss Balázs volt az ellenfele. A magyar nyert 4–1-re.